# سيد علي سيد سليمان الرفاعي
سيد علي سيد سليمان الرفاعي، (1892 - 1957) ، تاجر وسياسي كويتي.

## سيرته
كان عضو في أول مجلس بلدي في الكويت، وكان عضو في مجلس المعارف في عام 1936. ، وفاز في انتخابات المجلس التشريعي الكويتي الأول في عام 1938 والمجلس التشريعي الكويتي الثاني في عام 1939. ، وهو أحد السجناء السياسيين الستة الذين أعتقلتهم السلطة في مارس 1939 بعد تعطيل المجلس التشريعي الكويتي الثاني ، وأمضوا في السجن خمس سنوات وثلاثة أشهر ، كما شارك في تأسيس عدد من الشركات المهمة مثل بنك الكويت الوطني وشركة الطيران الكويتية.